# Forever In Your Hands
«Forever in Your Hands» es el tercer sencillo del álbum Overcome de la banda estadounidense de metal All That Remains.
El sencillo contiene la primera canción completa acústica de la banda en ser grabado en el estudio.
Es su segundo sencillo para romper el top 20 en la lista Hot Mainstream Rock Tracks, llegando al # 17.
El video musical se estrenó el 7 de octubre de 2009
Una versión alternativa del video musical se estrenó el 30 de noviembre de 2009.
El 8 de abril de 2010, la canción está disponible como una pista reproducibles para el Rock Band Network.

## Lista de canciones
| Forever In Your Hands |                                            |          |  |
| N.º                   | Título                                     | Duración |  |
| 1.                    | «Forever in Your Hands (Radio Edit)»       | 3:18     |  |
| 2.                    | «Forever in Your Hands (versión acústica)» | 3:37     |  |